# Ronan Racault
Ronan Racault (né le 2 novembre 1988 à Blois) est un coureur cycliste français, membre du Guidon chalettois. 
Son frère Cénéric est également coureur cycliste.

## Biographie
Au mois d'août 2017, il remporte deux des trois manches et le classement général du Challenge mayennais.
En 2019, il fait le choix de rejoindre le Team Pro Immo Nicolas Roux. Il effectue sa reprise lors de l'Essor basque, où il se classe quatrième d'une de ses manches, la Ronde du Pays basque. Aux Boucles du Haut-Var, il termine quatrième de la première épreuve, puis s'impose le lendemain au sprint massif, pour sa première victoire de la saison,. Sur la dernière manche, il manque de réaliser coup double en prenant la deuxième place, derrière le coureur échappé Clément Saint-Martin. Au mois d'avril, il se classe deuxième de Paris-Mantes-en-Yvelines, manche de la Coupe de France DN1. Début juillet, il s'impose sur le Tour de Loudun.
Pour 2021, il décide de retrouver son ancien club du Guidon chalettois.

## Palmarès
- 2007
  - 2e du Grand Prix de La Rouchouze
  - 2e du Grand Prix des vins de Panzoult
- 2008
  - 2e du Grand Prix de Tours
  - 3e du Grand Prix des vins de Panzoult
- 2009
  - Champion de l'Orléanais
  - Tour du Canton du Pays Dunois
  - Prix de Bruère-Allichamps
  - Boucles Dunoises
  - 2e du Challenge du Boischaut-Marche
- 2010
  - Boucles Dunoises
  - Grand Prix de Gamaches
  - 2e du Grand Prix d'Availles-Limouzine
  - 2e de la Route d'Or du Poitou
- 2012
  - 3e du Grand Prix de Cherves
- 2013
  - Prix Laurent-Bezault
  - 2e étape du Tour du Loiret
  - Grand Prix de Ruelle-sur-Touvre
  - Tour du Canton de Vouneuil-sur-Vienne
  - Tour du Canton de La Trimouille
  - Souvenir Maurice-Tisserat
  - Grand Prix de Bonnétable
  - Tour du Canton de Châteaumeillant
  - 2e de Châteauroux-Limoges
  - 2e du Grand Prix de La Rouchouze
  - 2e du Grand Prix des Fêtes de Cénac-et-Saint-Julien
  - 3e de Rouillon à Travers la Sarthe
  - 3e du Tour du Canton du Pays Dunois
- 2014
  - Voves-Bonneval
  - Grand Prix de La Rouchouze
  - Tour du Canton de Vouneuil-sur-Vienne
  - Grand Prix des vins de Panzoult
  - Prix d'Autry
  - Grand Prix d'Availles-Limouzine
  - Challenge Mayennais
  - Grand Prix Christian Fenioux
  - 2e de Bordeaux-Saintes
  - 2e du Grand Prix de Tours
  - 2e du Grand Prix de Lignac
  - 2e du Challenge du Boischaut-Marche
  - 3e du Grand Prix de Cherves
  - 3e du Tour du Canton de Châteaumeillant
- 2015
  - Grand Prix de Saint-Hilaire-du-Harcouët
  - 1re étape du Tour de la Manche
  - Grand Prix de La Rouchouze
  - Grand Prix de Féricy
  - Souvenir Jean-Graczyk
  - Grand Prix de Tours
  - Nocturne de Blossac
  - Grand Prix d'Availles-Limouzine
  - Route d'Or du Poitou
  - Challenge Mayennais :
    - Classement général
    - 2e épreuve

  - Prix de Gien
  - Grand Prix de Bruère-Allichamps
  - Prix des Vins Nouveaux
  - 2e de Paris-Chauny
  - 2e du Circuit des Vignes
  - 2e du Grand Prix de Lignac
  - 2e du Critérium de La Machine
- 2016
  - Grand Prix de Sainte-Luce-sur-Loire
  - Tour du Canton du Pays Dunois
  - Tour du Canton de l'Estuaire :
    - Classement général
    - 2e étape

  - Tour des Boulevards à Loudun
  - Grand Prix de Saint-Michel-de-Chavaignes
  - Grand Prix des vins de Panzoult
  - 2e de La Melrandaise
  - 2e de Paris-Mantes-en-Yvelines
  - 2e du Grand Prix de Luneray
  - 2e du Challenge du Boischaut-Marche
  - 3e du Grand Prix de La Rouchouze
- 2017
  - 3e étape des Boucles du Haut-Var
  - Nocturne de Poitiers
  - Boucle de Loir-Lucé-Bercé
  - Grand Prix de Saumur
  - Challenge Mayennais :
    - Classement général
    - 2e et 3e épreuves

  - 2e du Tour du Canton du Pays Dunois
  - 2e du Grand Prix de La Rouchouze
  - 3e du Grand Prix de Tours
- 2018
  - Champion d'Île-de-France sur route
  - Grand Prix de La Rouchouze
  - 1re étape de l'Estivale bretonne
  - Grand Prix Christian Fenioux
  - 2e du Mémorial d'Automne
  - 3e de Châtillon-Dijon
- 2019
  - 2e épreuve des Boucles du Haut-Var
  - Tour de Loudun
  - 5e étape des Quatre Jours des As-en-Provence
  - 2e de Paris-Mantes-en-Yvelines
  - 2e du Grand Prix de La Machine
  - 2e du Grand Prix du Centre de la France
  - 3e de la Route d'Or du Poitou
- 2021
  - Nocturne de Chauvigny
  - Grand Prix de Tours
  - 2e du Prix des Vins Nouveaux
  - 3e du Prix Marcel-Bergereau
  - 3e du Challenge du Boischaut-Marche
- 2022
  - Champion du Centre-Val de Loire
  - Grand Prix de Châteaudun
  - La Gislard
  - Grand Prix du Luart
  - 2e étape du Tour du Loiret
  - Grand Prix de la Sologne des Étangs
  - Critérium d'Amboise
  - Grand Prix de La Machine
  - 2e du Tour Nivernais Morvan
  - 2e du Grand Prix du Centre de la France
  - 3e du Grand Prix de Saint-Hilaire-du-Harcouët
  - 3e du Grand Prix Christian Fenioux
  - 3e du Grand Prix des Foires d'Orval
- 2023
  - 3e du Trophée Méderel - Saint-Hilaire-la-Treille
- 2024
  - 3e du championnat du Centre-Val de Loire sur route
  - 3e du Grand Prix de Gien
- 2025
  - Tour du Val d'Amboise
  - 3e de la Route d'Or du Poitou

## Classements mondiaux
| Année                                 | 2011 | 2012 | 2013 | 2014 | 2015 | 2016  | 2017  | 2018  | 2019 | 2020 | 2021  |
| ------------------------------------- | ---- | ---- | ---- | ---- | ---- | ----- | ----- | ----- | ---- | ---- | ----- |
| Classement mondial                    |      |      |      |      |      | 1355e | 2044e | 2692e | nc   | nc   | 2339e |
| UCI Europe Tour                       | 766e | nc   | nc   | nc   | 462e | 922e  | 1331e | 1781e | nc   | nc   | 1561e |
|                                       |      |      |      |      |      |       |       |       |      |      |       |
| Légende : nc = non classéSource : UCI |      |      |      |      |      |       |       |       |      |      |       |